# Frans van de Loo
Frans Jan Alice van de Loo (Venlo, 10 april 1920 – Berg en Dal, 19 december 2015) was een Nederlands politicus van de KVP.
Zijn carrière bij de overheid begon Van de Loo in de crisisjaren als bureauhouder van een distributiekantoor en daarna werkte hij als ambtenaar in Ottersum en Heythuysen. Hij was werkzaam bij de provinciale griffie in Maastricht voor hij in mei 1960 benoemd werd tot burgemeester van Noorbeek; een gemeente met destijds rond de duizend inwoners. In augustus 1969 volgde zijn benoeming tot burgemeester van Berg en Terblijt en vanaf begin 1973 was Van de Loo tevens burgemeester van Bemelen. Op 1 januari 1982 werden die twee gemeenten opgeheven, waarmee aan zijn burgemeesterschappen een einde kwam.
Eind 2015 overleed hij op 95-jarige leeftijd.